# Samuel Ball Platner

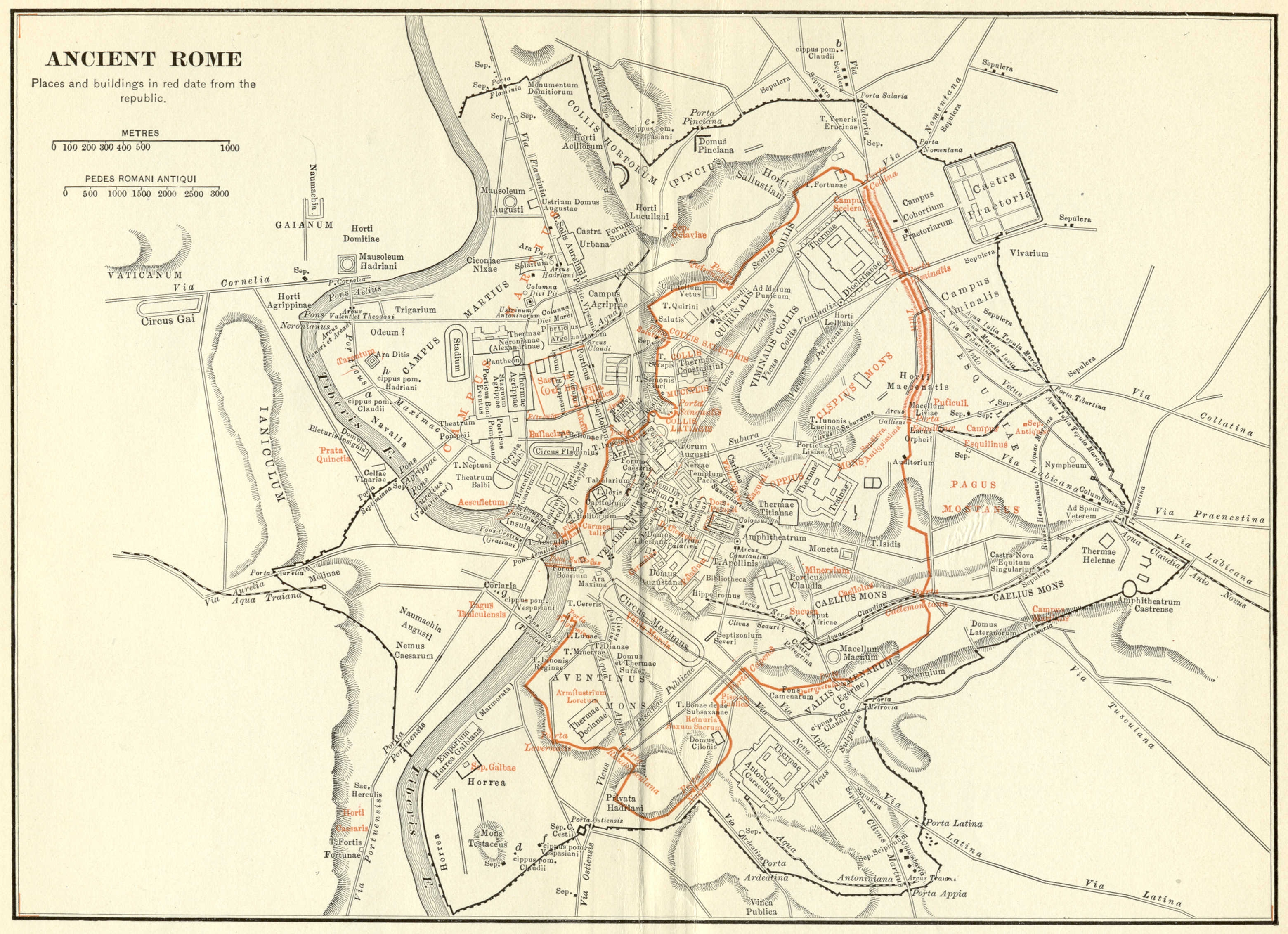
Topografia e monumenti dell'antica Roma di Samuel Ball Platner

Samuel Ball Platner (Unionville, 4 dicembre 1863 – 20 agosto 1921) è stato un archeologo statunitense.

## Biografia
È famoso per essere stato l'autore di molti lavori topografici sull'antica Roma, e principalmente de A Topographical Dictionary of Ancient Rome, completato da Thomas Ashby dopo la morte di Platner e pubblicato in edizione definitiva nel 1929.

## Opere
- (EN)  The topography and monuments of ancient Rome (prima edizione 1904; seconda edizione 1911; Boston, Allyn & Bacon).
- (EN)  (con Thomas Ashby) A Topographical Dictionary of Ancient Rome, London: Oxford University Press, 1929